# Siegfried von Bokholt (Ratsherr, 1256)
Siegfried von Bokholt war Ratsherr der Hansestadt Lübeck.

## Leben
Siegfried von Bokholt war Sohn des Lübecker Ratsherrn Heinrich von Bokholt. Er war von 1256 bis 1276 in Lübeck als Ratsherr wirksam.
Von seinen vier Söhnen wurde der älteste Siegfried Lübecker Bürger und seinerseits Vater des Ratsherrn Siegfried von Bokholt und des im 14. Jahrhundert wirksamen Lübecker Ratsherrn Heinrich von Bokholt. 
Von den weiteren drei jüngeren Söhnen wurde Gerhard Ratsherr in Lübeck, Heinrich als Heinrich II. Bochholt Bischof von Lübeck und Johann als Johannes II. von Bokholt Bischof von Schleswig.
Er bewohnte das Hausgrundstück Mengstraße 6 in zentraler Lage Lübecks.